# Pascal Maier
Pascal Maier (* 20. Februar 1985 in München) ist ein ehemaliger deutscher American-Football-Spieler. Er spielte unter anderem in Braunschweig für die New Yorker Lions auf der Position des Wide Receiver.
Maier ist Münchener. Von 2000 bis 2002 spielte er für die Fursty Razorbacks in Fürstenfeldbruck und 2003 bis 2004 für das Münchener Team der NFA Monarchs. Er war Mitglied der Bayerischen Jugendauswahl, verpasste aber wegen einer Verletzung die Teilnahme an den European Junior Championships 2004 in Moskau.
Im Herren-Bereich spielte er von 2005 bis 2009 für die Munich Cowboys. Dort wurde er 2009 zum wertvollsten Spieler (MVP) gewählt, wechselte aber nach dem Klassenerhalt in der GFL innerhalb der Liga zu den Plattling Black Hawks. Dort scheiterte das Team im Viertelfinale gegen den späteren Vize-Meister Berlin Adler. Maier wechselte 2011 zu den Swarco Raiders Tirol, wo er mit dem Team die österreichische Meisterschaft (Austrian Bowl) errang und anschließend gegen den amtierenden Titel-Verteidiger Berlin Adler die Eurobowl gewann. In der Saison danach wechselte er zu dem Schweizer Team der Calanda Broncos. Dort gewann er die Schweizer Meisterschaft und das Finale der European Football League gegen den Rekordgewinner Vienna Vikings. In der Saison 2013 spielte er in Braunschweig für die New Yorker Lions und gewann durch einen 35:34-Sieg gegen die Dresden Monarchs die German Bowl XXXV (Deutsche Meisterschaft). Anschließend beendete er seine Karriere.
Maier wurde in den Kader der deutschen Nationalmannschaft berufen und wurde im Jahr 2010 Europameister. Bei der American-Football-Weltmeisterschaft 2011 in Österreich belegte er mit dem deutschen Team nach einem 21:14-Sieg gegen Frankreich als beste europäische Mannschaft Platz 5.